# سعاد فارس
سُعاد عادل فارِس (انگلیسی: Souad Adel Faress؛ زادهٔ ۲۵ مارس ۱۹۴۸) بازیگر اهل غنا با تباری ایرلندی-سوریه‌ای است. لانکشایر در مدرسه موسیقی و درام گیلدهال در رشتهٔ درام تحصیل کرد و در لندن زندگی می‌کند.
از فیلم‌ها یا مجموعه‌های تلویزیونی که وی در آن‌ها نقش داشته‌است، می‌توان به رختشویخانه زیبای من، پیمان‌شکن، ماجراهای سارا جین و خیابان کورونیشن اشاره نمود.